# ميتشان (مشهد ميقان)
میتشان (بالفارسية: میچان) هي قرية تقع في إيران في قسم مشهد میقان الريفي. يقدر عدد سكانها بـ 935 نسمة بحسب إحصاء 2016.